# Leptomastix histrio
Leptomastix histrio is een vliesvleugelig insect uit de familie Encyrtidae. De wetenschappelijke naam is voor het eerst geldig gepubliceerd in 1856 door Förster.